# Nakol
Nakol – wieś w Polsce położona w województwie świętokrzyskim, w powiecie staszowskim, w gminie Osiek.
W latach 1975–1998 miejscowość administracyjnie należała do województwa tarnobrzeskiego. W bezpośrednim sąsiedztwie wsi przebiegają wały wiślane, z kolei po przeciwległej stronie przebiega szerokotorowa linia kolejowa nr 65 (tzw. LHS); a przez wieś biegną dwie drogi gminne, tj. nr 4233046 do Lipnika i nr 4233025 do Sworonia, która to łączy się poprzez tunel kolejowy z drogą nr 4233023 do Trzcianki.
Nieciekawą panoramę stanowią zabudowania Kopalni Siarki Osiek, będące w jej bezpośrednim sąsiedztwie, czy nasyp wysokiego przejazd kolejowego, jak i przyległość wałów wiślanych (ogólnie – na cały widok wokoło wioski).

## Historia
Pierwsza wzmianka o wsi pochodzi z 1578 roku, wtedy to według regestru poborowego tylko Jan Turski miał tu 4 zagrodników z rolą, a pozostali Turscy w sumie 4 zagrodników z rolą razem.

II. Palatinatus Sandomiriensis. 1. Districtus Sandomiriensis an. 1578. Par. Niekraszow.
Nakolie lasz (dziś Nakol, tj. w 1886 r.), Joannis Turski, hort. c. argo 4.
Turskich, hort. c. argo 4.

Wieś wymieniana w Słowniku geograficznym Królestwa Polskiego i innych krajów słowiańskich w 1885 roku.

NAKOL, wieś nad rzeką Wisłą, powiat sandomierski, gmina Tursko, parafia Niekrasów, odległość 33 wiorsty od Sandomierza; ma 23 domy, 116 mieszkańców, 130 mórg ziemi włościańskiej.

Wchodzi w część składową dóbr Ossala, które co prawda w 1874 roku uległy rozdziałowi, a w których w uszczuplonym obszarze pozostał folwark Ossala z wsiami: Ossala, Nakol, Niekrasów, Trzcianna Górna i Trzcianna Dolna (nie mylić z Trzcianna Folwarczną). Cała rozległość dominialna tych dóbr to 700 mórg, w tym: 242 mórg gruntów ornych i ogrodów, 66 mórg łąk, 64 mórg pastwisk, 317 mórg lasu, 31 mórg nieużytków; 4 budynki murowane a 17 z drewna; stosuje się tu płodozmian 5– i 6-polowy; las nieurządzony; nadto jest tu młyn wodny oraz pokłady torfu. Z kolei podział tej rozległości dominialnej na wsie rozkładał się następująco: Ossala z 62 osadami mieszkalnymi, z gruntem 598 mórg; Nakol z 18 osadami mieszkalnymi, z gruntem 110 mórg; Niekrasów z 26 osadami mieszkalnymi, z gruntem 279 mórg; Trzcianna Górna z 26 osadami mieszkalnymi, z gruntem 276 mórg; Trzcianna Dolna z 11 osadami mieszkalnymi, z gruntem 101 mórg.
W 1886 roku Nakol jest jedną z części składowych ówczesnej parafii Niekrasów, która z kolei wchodzi w skład ówczesnego dekanatu sandomierskiego (ale dawniej jeszcze do dekanatu staszowskiego) i liczy wówczas 2230 dusz.
Kolejna wzmianka o Nakolu z 1867 roku, wskazuje, że wchodził on w skład gminy Tursko, z urzędem gminy w Strużkach. Wówczas to sądem okręgowym dla gminy był IV Sąd Okręgowy w Staszowie (tam też była stacja pocztowa). Gmina miała 8781 mórg rozległości ogółem (w tym 5083 mórg włościańskich) i 4613 mieszkańców (w tym 1,4 proc. pochodzenia żydowskiego, tj. 63 żydów). W skład gminy wchodziły jeszcze: Antoszówka, Dąbrowa, Luszyca, Matyaszów, Niekrasów, Niekurza, Okrągła, Ossala, Pióry, Rudniki, Szwagrów, Strużki, Sworoń, Trzcianka, Tursko Małe, Tursko Wielkie, Tursko Wola, Zaduska Kępa i Zawada.

## Demografia
Współczesna struktura demograficzna wioski Nakol na podstawie danych z lat 1995-2009 według roczników GUS-u, z prezentacją danych z 2002 roku:

| WYSZCZEGÓLNIENIE | WYSZCZEGÓLNIENIE | WYSZCZEGÓLNIENIE | WYSZCZEGÓLNIENIE | WYSZCZEGÓLNIENIE | J. m.       | POPULACJA MIESZKAŃCÓW (w przedziałach wiekowych w 2002 roku) | POPULACJA MIESZKAŃCÓW (w przedziałach wiekowych w 2002 roku) | POPULACJA MIESZKAŃCÓW (w przedziałach wiekowych w 2002 roku) | POPULACJA MIESZKAŃCÓW (w przedziałach wiekowych w 2002 roku) | POPULACJA MIESZKAŃCÓW (w przedziałach wiekowych w 2002 roku) | POPULACJA MIESZKAŃCÓW (w przedziałach wiekowych w 2002 roku) | POPULACJA MIESZKAŃCÓW (w przedziałach wiekowych w 2002 roku) | POPULACJA MIESZKAŃCÓW (w przedziałach wiekowych w 2002 roku) | POPULACJA MIESZKAŃCÓW (w przedziałach wiekowych w 2002 roku) | POPULACJA MIESZKAŃCÓW (w przedziałach wiekowych w 2002 roku) |
| WYSZCZEGÓLNIENIE | WYSZCZEGÓLNIENIE | WYSZCZEGÓLNIENIE | WYSZCZEGÓLNIENIE | WYSZCZEGÓLNIENIE | J. m.       | OGÓŁEM                                                       | 0-9                                                          | 10-19                                                        | 20-29                                                        | 30-39                                                        | 40-49                                                        | 50-59                                                        | 60-69                                                        | 70-79                                                        | 80+                                                          |
| ---------------- | ---------------- | ---------------- | ---------------- | ---------------- | ----------- | ------------------------------------------------------------ | ------------------------------------------------------------ | ------------------------------------------------------------ | ------------------------------------------------------------ | ------------------------------------------------------------ | ------------------------------------------------------------ | ------------------------------------------------------------ | ------------------------------------------------------------ | ------------------------------------------------------------ | ------------------------------------------------------------ |
| I.               | OGÓŁEM           | OGÓŁEM           | OGÓŁEM           | OGÓŁEM           | os.         | 77                                                           | 7                                                            | 12                                                           | 12                                                           | 13                                                           | 7                                                            | 7                                                            | 8                                                            | 9                                                            | 2                                                            |
| I.               | –                | odsetek          | odsetek          | odsetek          | %           | 100                                                          | 9,1                                                          | 15,6                                                         | 15,5                                                         | 16,9                                                         | 9,1                                                          | 9,1                                                          | 10,4                                                         | 11,7                                                         | 2,6                                                          |
| I.               | 1.               | WEDŁUG PŁCI      | WEDŁUG PŁCI      | WEDŁUG PŁCI      | WEDŁUG PŁCI | WEDŁUG PŁCI                                                  | WEDŁUG PŁCI                                                  | WEDŁUG PŁCI                                                  | WEDŁUG PŁCI                                                  | WEDŁUG PŁCI                                                  | WEDŁUG PŁCI                                                  | WEDŁUG PŁCI                                                  | WEDŁUG PŁCI                                                  | WEDŁUG PŁCI                                                  | WEDŁUG PŁCI                                                  |
| I.               | 1.               | A.               | Mężczyzn         | Mężczyzn         | os.         | 42                                                           | 6                                                            | 7                                                            | 5                                                            | 7                                                            | 6                                                            | 3                                                            | 4                                                            | 4                                                            | –                                                            |
| I.               | 1.               | A.               | –                | odsetek          | %           | 54,5                                                         | 7,8                                                          | 9,1                                                          | 6,4                                                          | 9,1                                                          | 7,8                                                          | 3,9                                                          | 5,2                                                          | 5,2                                                          | –                                                            |
| I.               | 1.               | B.               | Kobiet           | Kobiet           | os.         | 35                                                           | 1                                                            | 5                                                            | 7                                                            | 6                                                            | 1                                                            | 4                                                            | 4                                                            | 5                                                            | 2                                                            |
| I.               | 1.               | B.               | –                | odsetek          | %           | 45,5                                                         | 1,3                                                          | 6,5                                                          | 9,1                                                          | 7,8                                                          | 1,3                                                          | 5,2                                                          | 5,2                                                          | 6,5                                                          | 2,6                                                          |

Rysunek 1.1 Piramida populacji – struktura płci i wieku wioski
| I. | OGÓŁEM | OGÓŁEM  | OGÓŁEM            | OGÓŁEM            | OGÓŁEM            | os.     | 77      | 42      | 35      |         |         |         |         |         |         |         |         |         |         |         |
| I. | –      | odsetek | odsetek           | odsetek           | odsetek           | %       | 100     | 54,5    | 45,5    |         |         |         |         |         |         |         |         |         |         |         |
| I. | 1.     | W WIEKU | W WIEKU           | W WIEKU           | W WIEKU           | W WIEKU | W WIEKU | W WIEKU | W WIEKU | W WIEKU | W WIEKU | W WIEKU | W WIEKU | W WIEKU | W WIEKU | W WIEKU | W WIEKU | W WIEKU | W WIEKU | W WIEKU |
| I. | 1.     | A.      | Przedprodukcyjnym | Przedprodukcyjnym | Przedprodukcyjnym | os.     | 19      | 13      | 6       |         |         |         |         |         |         |         |         |         |         |         |
| I. | 1.     | A.      | –                 | odsetek           | odsetek           | %       | 24,7    | 16,9    | 7,8     |         |         |         |         |         |         |         |         |         |         |         |
| I. | 1.     | B.      | Produkcyjnym      | Produkcyjnym      | Produkcyjnym      | os.     | 43      | 25      | 18      |         |         |         |         |         |         |         |         |         |         |         |
| I. | 1.     | B.      | –                 | odsetek           | odsetek           | %       | 55,9    | 32,5    | 23,4    |         |         |         |         |         |         |         |         |         |         |         |
| I. | 1.     | B.      | a.                | mobilnym          | mobilnym          | os.     | 30      | 17      | 13      |         |         |         |         |         |         |         |         |         |         |         |
| I. | 1.     | B.      | a.                | –                 | odsetek           | %       | 39      | 22,1    | 16,9    |         |         |         |         |         |         |         |         |         |         |         |
| I. | 1.     | B.      | b.                | niemobilnym       | niemobilnym       | os.     | 13      | 8       | 5       |         |         |         |         |         |         |         |         |         |         |         |
| I. | 1.     | B.      | b.                | –                 | odsetek           | %       | 16,9    | 10,4    | 6,5     |         |         |         |         |         |         |         |         |         |         |         |
| I. | 1.     | C.      | Poprodukcyjnym    | Poprodukcyjnym    | Poprodukcyjnym    | os.     | 15      | 4       | 11      |         |         |         |         |         |         |         |         |         |         |         |
| I. | 1.     | C.      | –                 | odsetek           | odsetek           | %       | 19,4    | 5,1     | 14,3    |         |         |         |         |         |         |         |         |         |         |         |

## Geografia
Wieś Nakol położona jest 12 km na wschód, północny wschód od Połańca; 20 km na wschód, południowy wschód od Staszowa; 21 km na zachód, południowy zachód od Tarnobrzega i ok. 22 km na północ od Mielca leżąc na wysokości 152 m n.p.m.

## Dawne części wsi – obiekty fizjograficzne
W latach 70. XX wieku przyporządkowano i opracowano spis lokalnych części integralnych dla Nakola zawarty w tabeli 1.

| Nazwa wsi – miasta        | Nazwy części wsi – miasta  | Nazwy obiektów fizjograficznych – charakter obiektu |
| ------------------------- | -------------------------- | --- |
| I. Gromada TURSKO WIELKIE |                            | |
| 1. Nakol                  | 1. Pod Mostem 2. Pod Wałem | 1. Dodawka – pole 2. Ispy – pole 3. Nakolskie – pole 4. Pastwisko Nakolskie – pole 5. Podpole – łąka 6. Przymiarki Nakolskie – krzaki, pastwisko 7. Spory – łąka, pole 8. Sworońskie Pole – pole 9. Szacunek – łąka, pole 10. Za Wałem – pole |